# سوالکلیف
سوالکلیف (به انگلیسی: Swalcliffe) یک روستا و محله مدنی در بریتانیا است که در چرول واقع شده‌است. سوالکلیف ۶٫۷۹ کیلومتر مربع مساحت و ۲۵۴ نفر جمعیت دارد.